# مری فریتسل
مری فریتسل (انگلیسی: Mary Frizzell; ۲۷ ژانویهٔ ۱۹۱۳ – ۱۲ اکتبر ۱۹۷۲) دونده اهل کانادا بود.